# What's Up, Tiger Lily? (The Lovin' Spoonful)
| Recensione              | Giudizio |
| ----------------------- | -------- |
| AllMusic                |          |
| Dizionario del Pop-Rock |          |
| 24.000 dischi           |          |

What's Up, Tiger Lily? (titolo dell'album per esteso: The Lovin' Spoonful in Woody Allen's "What's Up, Tiger Lily?") è un album (e colonna sonora del film di Woody Allen Che fai, rubi?) del gruppo musicale folk rock statunitense The Lovin' Spoonful, pubblicato nel settembre del 1966.

## Tracce

### LP (1966, Kama Sutra Records, KLP-8053/KLPS-8053)
Lato A
1. Introduction to Flick (Dialogo tra Woody Allen e Lenny Maxwell) – 2:03
2. POW (Theme from "What's Up, Tiger Lily?") (voce di John Sebastian) – 2:28 (John Sebastian, Joe Butler, Steve Boone, Zal Yanovsky, Skip Boone)
3. Gray Prison Blues (strumentale) – 2:15 (John Sebastian, Joe Butler, Steve Boone, Zal Yanovsky)
4. POW Revisited (strumentale) – 2:30 (John Sebastian, Joe Butler, Steve Boone, Zal Yanovsky, Skip Boone)
5. Unconscious Minuet (strumentale) – 2:05 (John Sebastian, Joe Butler, Steve Boone, Zal Yanovsky)
6. Fishin' Blues (voce di John Sebastian) – 1:58 (Tradizionale; arrangiamento e adattamento di John Sebastian)

Durata totale: 13:19
Lato B
1. Respoken (voce di John Sebastian) – 1:48 (John Sebastian)
2. A Cool Million (strumentale) – 2:20 (John Sebastian, Joe Butler, Steve Boone, Zal Yanovsky)
3. Speakin' of Spoken (strumentale) – 2:40 (John Sebastian)
4. Lookin' to Spy (strumentale) – 2:30 (John Sebastian, Joe Butler, Steve Boone, Zal Yanovsky)
5. Phil's Love Theme (strumentale) – 2:15 (John Sebastian, Joe Butler, Steve Boone, Zal Yanovsky)
6. End Title (strumentale) – 4:05 (John Sebastian, Joe Butler, Steve Boone, Zal Yanovsky)

Durata totale: 15:38

## Formazione

### Gruppo
- John Sebastian
- Zal Yanovsky
- Steve Boone
- Joe Butler

### Produzione
- Jack Lewis – produzione
- Henry J. Saperstein – produttore esecutivo
- Ben Shapiro – progetto produzione
- Val Valentin – direzione delle registrazioni
- Daniel J. Moriarty – note retrocopertina album originale[5]

## Classifica
Album
| Anno | Classifica    | Posizione raggiunta |
| ---- | ------------- | ------------------- |
| 1966 | Billboard 200 | 126                 |